# Bridge Constructor Portal
Bridge Constructor: Portal — компьютерная игра в жанрах головоломки и симулятора, разработанная независимой студией ClockStone, известной играми серии Bridge Constructor. Разработка данной игры — это результат активного сотрудничества ClockStone и издателя Headup Games. Данная игра совмещает в себе игровой процесс предыдущих игр от ClockStone, а также вводит художественные элементы из игр серии Portal от Valve. Основное место действие игры происходит в лаборатории с порталами, где игрок должен создавать мостовые конструкции, чтобы затем испытывать их на прочность. Выход игры состоялся 20 декабря 2017 года на платформы Android, iOS, Linux, macOS и Windows, а также в феврале 2018 года для Nintendo Switch, PlayStation 4 и Xbox One. По состоянию на август 2018 года, игра была куплена более, чем 500,000 раз.

## Игровой процесс
Bridge Constructor Portal представляет собой игру-головоломку и инженерную симуляцию, её действие происходит во вселенной игры Portal. Задача игрока сводится к тому, что он должен построить мосты внутри лаборатории и испытать их на прочность, смогут ли по ним проехаться грузовики. Действие происходит в Aperture Laboratories под наблюдением искусственного интеллекта GLaDOS.

Демонстрация прохождения уровня

Игровой процесс объединяет элементы игр серии Bridge Constructor и Portal, Игрок должен строить мосты, используя распорки (которые также можно преобразовать в сегменты дороги) и канаты, которые можно использовать при наличии специальных фиксированных точек на определённых уровнях. За отсутствием таких точек, игроку необходимо строить самонесущие мосты. Такие мосты должны во первых выдерживать собственный вес, а во вторых выдерживать вес грузовиков, а также силу их приземления при грубой посадке. Элементы игрового процесса из Portal включают в себя наличие порталов, через которые грузовики должны перемещаться до точки финала. Порталы могут находиться в разных точках лаборатории, а также концы одного о того же портала обозначены одним цветом. Прохождение уровня также требует активации механизмов, чтобы открыть проход, а также избежание разных опасностей в виде лазерных лучей, пулемётов, кислотной жидкости. В игре встречаются и другие элементы геймплея Portal, такие, как например стартовые площадки, ускоряющие, отталкивающие гели и прочее.
Игрок может переключаться между строительным и тестовым режимом. В режиме строительства игрок может создавать конструкции, а также игра отображает потраченные на это денежные средства. В тестовом режиме мост начинает подчиняться законам физики и при некачественном проектировании может развалится ещё до того, как по нему проедется грузовик. Тем не менее игра не наказывает игрока за ошибку и позволяет мгновенно переключаться между режимами. В тест-режиме грузовик должен добраться до точки финала, для чего ему нужно удержаться на мосте и не провалится в кислотную жидкость. Игрок также может испытать свой мост на дополнительную прочность, выпустив целый конвой из грузовиков.

## Разработка и выпуск
Разработкой игры занималась независимая студия ClockStone, известная созданием игр серии Bridge Constructor, издателем выступила компания Headup Games. Идея создать кроссовер по Bridge Constructor и Portals пришла осенью 2016 года представителям Headup Games, которые также по собственной инициативе создали прототип игры, продемонстрировали его разработчикам из ClockStone и поделились идеями того, как игровая механика Portal могла бы быть соединена с построением мостов. Команда из ClockStone приняла предложение с энтузиазмом, будучи сами поклонниками серии Portal. Джип Барнетт, один из разработчиков-программистов оригинальной игры Portal, в итоге решивший временно присоединится к команде ClockStone с сарказмом заметил, что «их [Headup Games] любовь к бренду „Portals“ была очевидной из-за того, сколько знаний об игровой вселенной они продемонстрировали ещё на ранней стадии разработки». Барнет также оказался восхищён данной идеей, заметив, что оригинальная команда разработчиков Portal также в своё время вдохновлялась физическими головоломками, в том числе и симуляторами строительства мостов Bridge Builder. На то, чтобы добиться разрешения использовать бренд у руководителей Valve, ушло несколько попыток и месяцев. Компания в итоге согласилась, когда ей продемонстрировали прототип, созданный студией ClockStone. Представители Valve поставили условие, что созданная игра должна быть высокого качества. Для команды ClockStone работа с крупными компаниями была непривычной, разработчики признались, что из-за высоких ожиданий чувствовали себя нервозно, однако при работе над игрой они не сталкивались с серьёзными проблемами.
Сам процесс разработки игры шёл в течение 2017 года в результате тесного сотрудничества Valve, Headup Games и ClockStone. Само участие ClockStone в разработке не было таким значительным, как при создании предыдущих игр серии Bridge Constructor. Барнетт заметил, что основная задача команды лежала программировании и работы над игровым движком. При этом для них разработка Bridge Constructor Portal принципиально не отличалась от предыдущих частей серии. Команда осталась верна своим принципам и была сконцентрирована на разработке моделирования мостовых конструкций. Тем не менее команда впервые добавляла в игру не привычные для них элементы геймплея, такие, как порталы, кубы, конструкции перенаправления для энергетических шаров, переключатели и так далее. В итоге это стало источником проблем для разработчиков и даже приводило забавным ситуациям. Например Матиас Хилке, руководитель команды вспоминал, что «с первого взгляда прототип выглядел полностью работающим, пока транспортное средство внезапно не застревало при прохождении через портал, или лабораторию, подобно взрыву, штурмовало бесконечное количество транспортных грузовиков». В это же время, за организацию разработки, работу над игровой концепцией и дизайн отвечали представители Headup Games. Участие Valve же ограничивалось финансовой, технической поддержкой, написанием сценария ближе к концу разработки. Решение добавить GLaDOS появилось во время разработки, изначально в качестве эксперимента. В итоге такое нововведение пришлось по душе как Headup Games, таки и Valve. Последняя решила пригласить в проект актрису озвучивания Эллен Маклейн, чьим голосом говорит ИИ GLaDOS в оригинальных играх серии Portal. Долгое время с актрисой было не возможно из-за забастовки американской Гильдии киноактеров, поэтому её голос был записан уже практически перед выходом игры.
Впервые о предстоящем выходе игры стало известно 6 декабря 2017 года. Её выход состоялся 20 декабря 2017 года на мобильные платформы Android и IOS, а также персональные компьютеры Linux, MacOS и Windows. 28 февраля 2018 года игра была выпущена на игровые приставки Nintendo Switch, PlayStation 4 и Xbox One.

## Восприятие
| Сводный рейтинг    | Сводный рейтинг                                                 |
| Агрегатор          | Оценка                                                          |
| ------------------ | --------------------------------------------------------------- |
| GameRankings       | 77,43 %                                                         |
| Metacritic         | (PC) 77/100 (iOS) 86/100 (PS4) 78/100 (XONE) 78/100 (NS) 71/100 |
| Иноязычные издания |                                                                 |
| Издание            | Оценка                                                          |
| Destructoid        | 7/10                                                            |
| IGN                | 8/10                                                            |
| PC Gamer (US)      | 78/100                                                          |
| TouchArcade        | [ 20 ]                                                          |
| Metro              | 8/10                                                            |
| GameStar           | 82/100                                                          |
| PC Games           | 77/100                                                          |

Bridge Constructor Portal была номинирована на звание лучшей головоломки 2018 года со стороны Webby Awards. В июле 2018 года, благодаря уязвимости в защите Steam Web API, стало известно, что точное количество пользователей сервиса Steam, которые играли в игру хотя бы один раз, составляет 155 331 человек. К августу 2018 года, тираж игры составил более, чем 500 000 копий, что можно расценивать, как успех. Bridge Constructor Portal стала успешнее своих предшественниц Bridge Portal и привлекла к серии новых игроков, а также внимание игровой прессы. Если предыдущие игры ориентировались прежде всего на логическое мышление, то игра Bridge Constructor Portal делала больший акцент на веселье и креативность.
Bridge Constructor Portal получила преимущественно положительные оценки со стороны игровых критиков, средняя оценка по версии агрегатора Metacritic составляет от 77 до 86 баллов в зависимости от платформы. Например критик сайта IGN Хейфер указал на простоту игры, чьё управление интуитивно, но при этом ей удаётся предложить сложный и глубокий игровой процесс. Тем не менее критик был разочарован тем, что порталы оставались статичными и что игра в целом недостаточно раскрыла загадки, связанные с порталами. Хотя Хейфер заметил, что Bridge Constructor Portal не предлагает того же юмора, что и оригинальные игры серии Portal, тем не менее их антураж напоминает художественная эстетика и звуковой дизайн. Джордан Девор, критик сайта Destructoid аналогично согласился с тем, что игра выглядит простой и что создание конструкций легко осуществимо. Критик также оценил темп игры, особенно в первой половине прохождения, однако со временем становится очевидно, что представленный игровой процесс исчерпывает себя, нагружая игрока высокой сложностью и большим количеством переменных в головоломках.
Кристофер Лингуистон с сайта PC Gamer считает Bridge Constructor Portal добротной головоломкой «о наведении мостов для безопасного прохождения транспортных средств через смертельно опасные испытательные камеры, в которой прекрасно используются запоминающиеся системы из игр Portal». Антураж игр Portal ощущается явно, особенно благодаря оригинальному озвучиванию и жестокому юмору GLaDOS, тем не менее Кристифер считает, чти игре не удаётся достичь того же юмора, что и в Portal. Однако игра по прежнему подкупает своей забавной технологией строительства мостов, а также сложными головоломками. Критик также оценил факт того, что Bridge не наказывает за ошибки, наоборот, превращая их в источник веселья, а также благодаря возможности в любой момент отказаться от режима теста, чтобы исправить ошибки.
Критик сайта Metro заметил, что Bridge Constructor Portal станет неплохим утешением для фанатов уже умершей серии Portal наряду с игрой Lego Dimensions. Если же саму игру рассматривать без данного контекста, и как преемницу серии Bridge Constructor, то критик увидел в ней очевидное сходство с игрой World of Goo. Это также самая лучшая игра в серии, заметив, что оригинальная Bridge Constructor 2011 года отлучалась крайне нереалистичной физикой, а грамотное совмещение построения моста с множественными элементами геймплея из Portal в виде гелей, порталов и огнемётов делает игру увлекательной и одновременно крайне сложной.